# Ferdinand av Parma
Ferdinand I Maria Philip Louis Sebastian Francis James av Parma, född 20 januari 1751, död 9 oktober 1802, var hertig av Parma 1765 till 1802.

## Biografi
Ferdinand  var det andra barnet och ende son till Filip av Bourbon, hertig av Parma och Louise-Élisabeth av Frankrike, äldsta dotter till Ludvig XV av Frankrike och Maria Leszczyńska. Hans farföräldrar var Filip V av Spanien (i sin tur en sonson till Ludvig XIV) och hans andra hustru Elisabeth av Parma.
Ferdinands morfar var Ludvig XV av Frankrike, och han ansågs av många vara kungens favorit bland barnbarnen. Som ett barnbarn till kung Filip V av Spanien, var han också en infant av Spanien.
Som arvtagare till en av de största samlingarna av självständiga hertigdömen i Italien, var Ferdinand en attraktiv kandidat för många medlemmar av Europas kungahus. En av kandidaterna var prinsessan Maria Beatrice av Modena, dotter till Ercole III i Modena.
Att han skulle gifta sig med prinsessan Maria Beatrice var dock väldigt osannolikt, eftersom hon sedan mycket ung ålder varit förlovad med ärkehertig Leopold av Österrike (senare kejsare Leopold II) och senare med Leopolds yngre bror, ärkehertig Ferdinand. Det är sannolikt att en union mellan Parma och Modena endast föreslagits i en akt av stolthet av Parmas minister Du Tillot, eftersom förlovningen mellan Modenas arvtagerska och en österrikisk ärkehertig hade varit klar en lång tid.
En annan kandidat var Bathilde av Orléans som hade en mycket stor hemgift; hon var den enda överlevande dottern till Ludvig Filip av Bourbon-Orléans, hertig av Orléans. Hon var syster till Louis Philippe d'Orléans.
Beslutet om vem som skulle bli hans gemål blev fattat genom hans mors nära korrespondens med den mäktiga Maria Teresia av Österrike, som hade lovat Ferdinands föräldrar tronen i Nederländerna, som hade vunnits tillbaka under kriget i Aix-la-Chapelle. 
När detta aldrig inträffade blev resultatet en allians mellan Österrike och Ungern för att sammanslå de två länderna.
Denna allians uppmuntrades av Parmas premiärminister Guillaume du Tillot, som hade gjort tjänst vid hovet i Versailles och blivit utkastad av Ludvig XV på grund av sina liberala idéer. Premiärministern blev använd igen under Ferdinands regim när han förlorade sin far 1765 vid en ålder av 14 år.
Förhandlingar och idéer har gått från Wien till Parma och 1769 blev det bestämt att Ferdinand skulle gifta sig med ärkehertiginnan Maria Amalia av Österrike, det åttonde barnet till kejsarinnan och äldre syster till drottningen av Neapel och Sicilien och den framtida drottningen av Frankrike. Den 19 juli hölls det en formell ceremoni för alla på slottet Reggia Colorno i Colorno där Ferdinand hade fötts. Under många festligheter gjorde paret sitt officiella intåg i Parma den 24 juli.

## Barn
- Caroline av Parma (22 november 1770 – 1 mars 1804), gift med Maximilian av Sachsen
- Ludvig av Parma (5 augusti 1773 – 27 maj 1803). Gift med sin kusin Maria Luisa Josefa Antonietta Vicentia av Spanien.
- Marie-Antoinette Giuseppa Walburga Anna av Parma (28 november 1774–1841), blev abbedissa. Namngavs efter sin moster Marie-Antoinette som blev Frankrikes drottning fem månader före hennes födelse.
- Carlotta Maria av Parma (7 september 1777–1813)
- Felipe av Parma (22 maj 1783–1786)
- Antoina Luigia av Parma (21 oktober 1784)
- Luigia Maria av Parma (17 april 1787–1789)
- Dödfödd dotter (21 maj 1789) (tvilling)
- Dödfödd son (21 maj 1789) (tvilling)

## Galleri

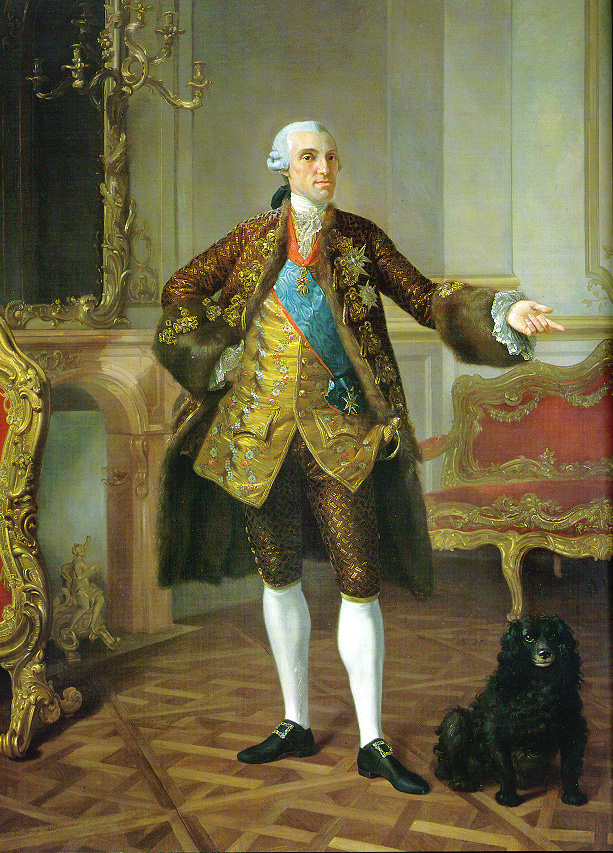
Hans far Filip av Bourbon, hertig av Parma
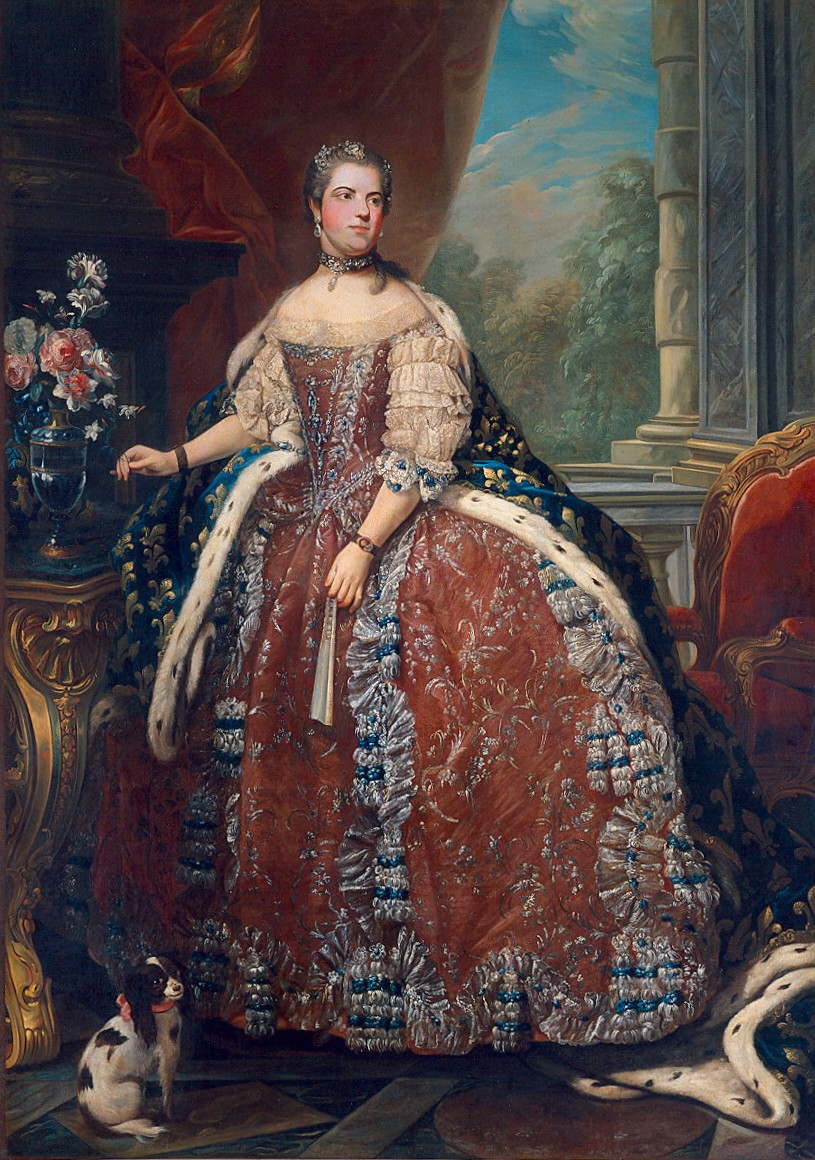
Hans mor Marie-Louise-Elizabeth av Frankrike.
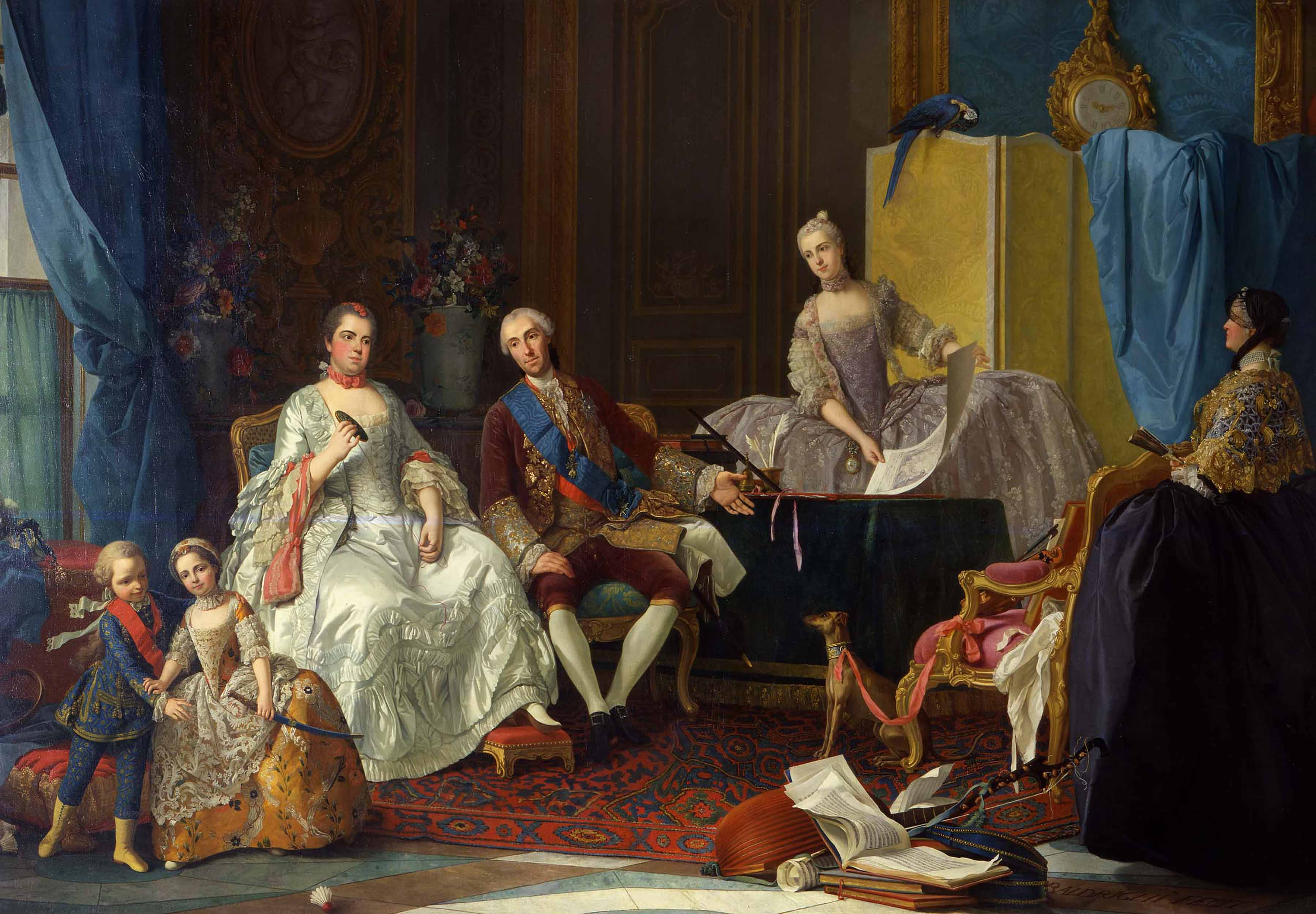
Hela familjen
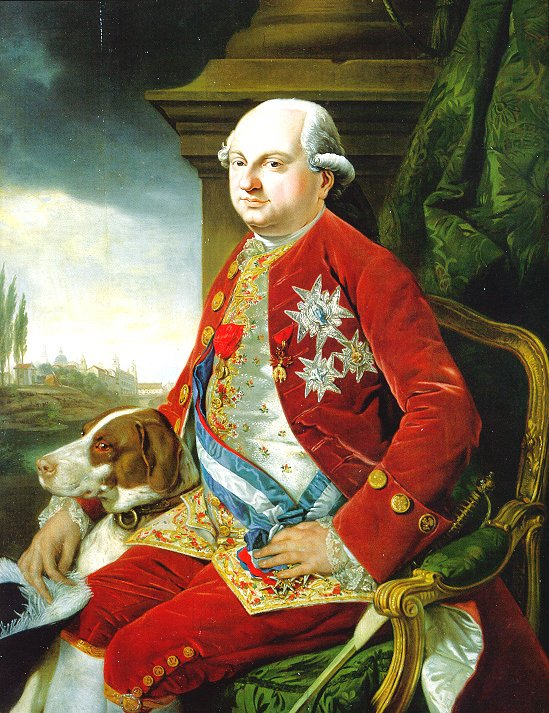
Ferdinand